# Sośnica (Gliwice)
Sośnica (niem. Sosnitza) – dzielnica miasta Gliwice od 1 stycznia 1927 roku.

## Informacje ogólne
Dzielnica położona jest we wschodniej części Gliwic na granicy z miastem Zabrze. Składa się z tak zwanej Starej Sośnicy i Nowej Sośnicy. Starsza część obejmuje poniemieckie bloki mieszkalne usytuowane w centralnej części dzielnicy. Na jej terenach wokół znajdują się osiedla mieszkaniowe powstałe w okresie powojennym, między innymi osiedle mieszkaniowe Józefa Bema, osiedle mieszkaniowe Stefana Żeromskiego. Znajdują się tam również nieliczne domki jedno- lub wielorodzinne. Nowszą część charakteryzują m.in. nowsze zabudowania, w tym obiekty szkolne, sportowe, kulturowe, kościelne, itd. 
Przez dzielnicę przepływa rzeka Kłodnica, która wyznacza granicę między Sośnicą a Ligotą Zabrską. Przez zachodnie obrzeża przebiega natomiast autostrada A1 (północ-południe), zaś przez południowe obrzeża autostrada A4, przecięcie tych autostrad tworzy największy węzeł autostradowy w Polsce.
Sośnica charakteryzuje się dużą ilością zieleni, są stawy rybne, ogródki działkowe, kryty basen kąpielowy, a także stadion, na którym odbywają się imprezy rekreacyjno-sportowe oraz mecze Klubu Sportowego Sośnica Gliwice. Działa także filia Miejskiej Biblioteki Publicznej, która oprócz wypożyczania książek uczestniczy w życiu lokalnej społeczności. Wielu mieszkańców pracuje w istniejącej nadal KWK Sośnica.
30 czerwca 2018 roku dzielnicę zamieszkiwało 18 189 osób.

## Nazwa
Teren, na którym powstała Sośnica, był porośnięty lasami sosnowymi. Stąd zapewne wywodzi się jej nazwa. Przez pewien czas wieś miała nawet swój herb: 3 sosny na tarczy.

## Historia

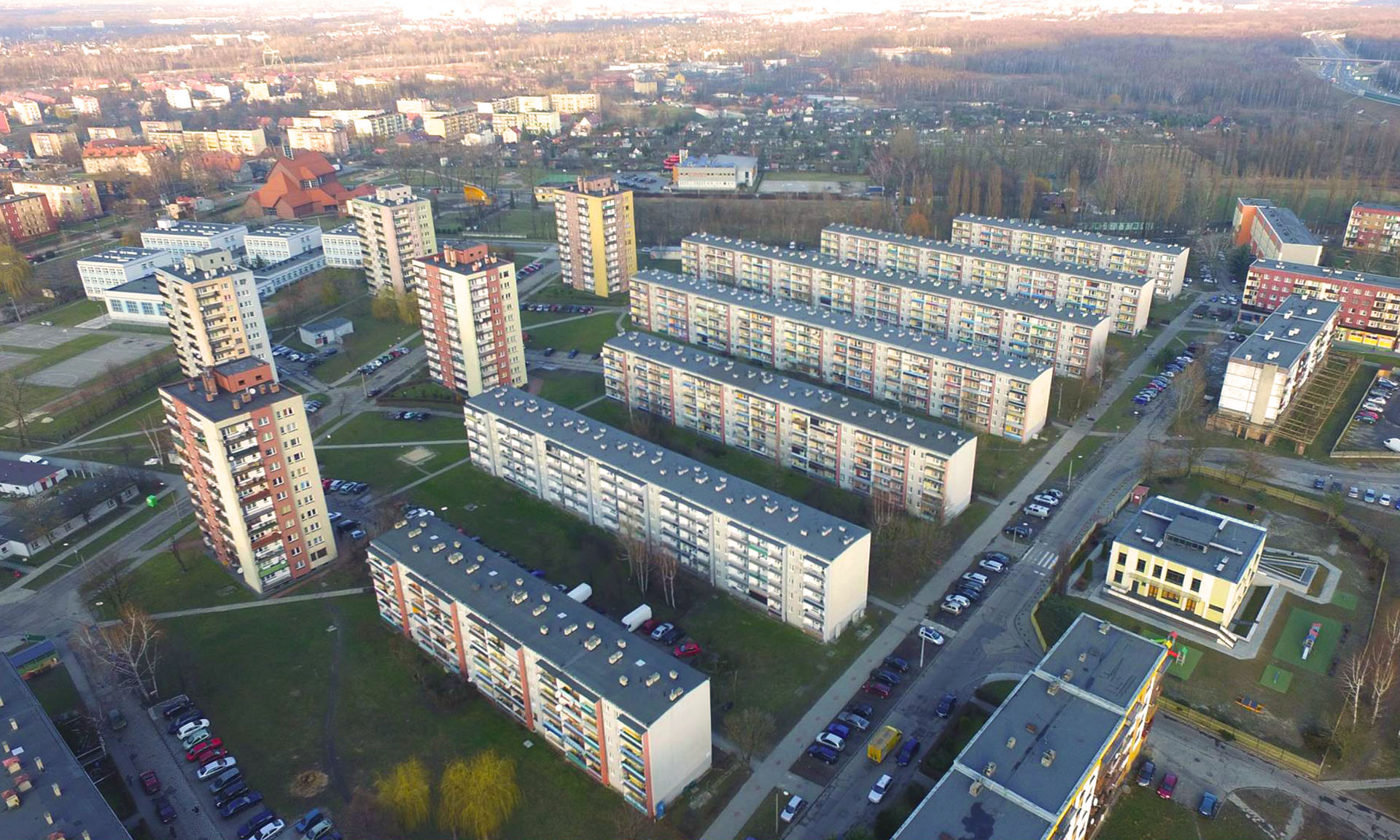
Sośnica z lotu ptaka (2020)

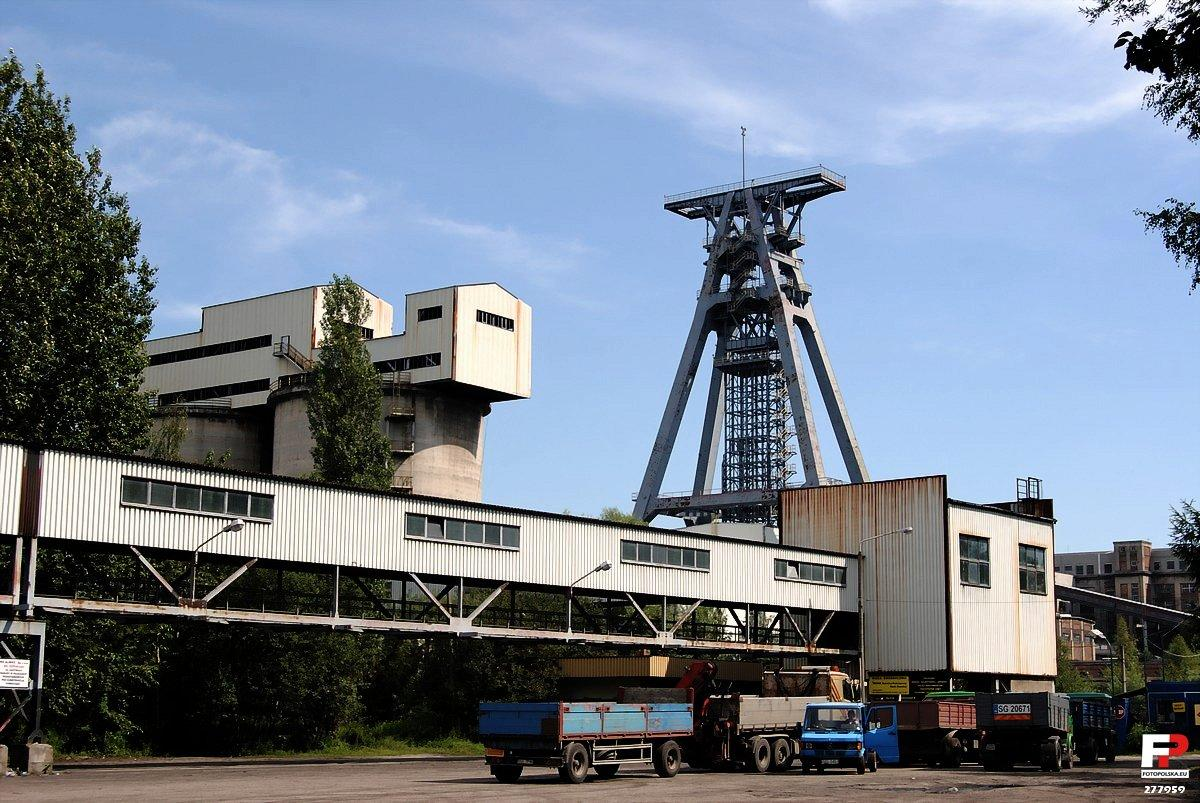
Kopalnia Węgla Kamiennego Sośnica, wieża szybu VII (2011)

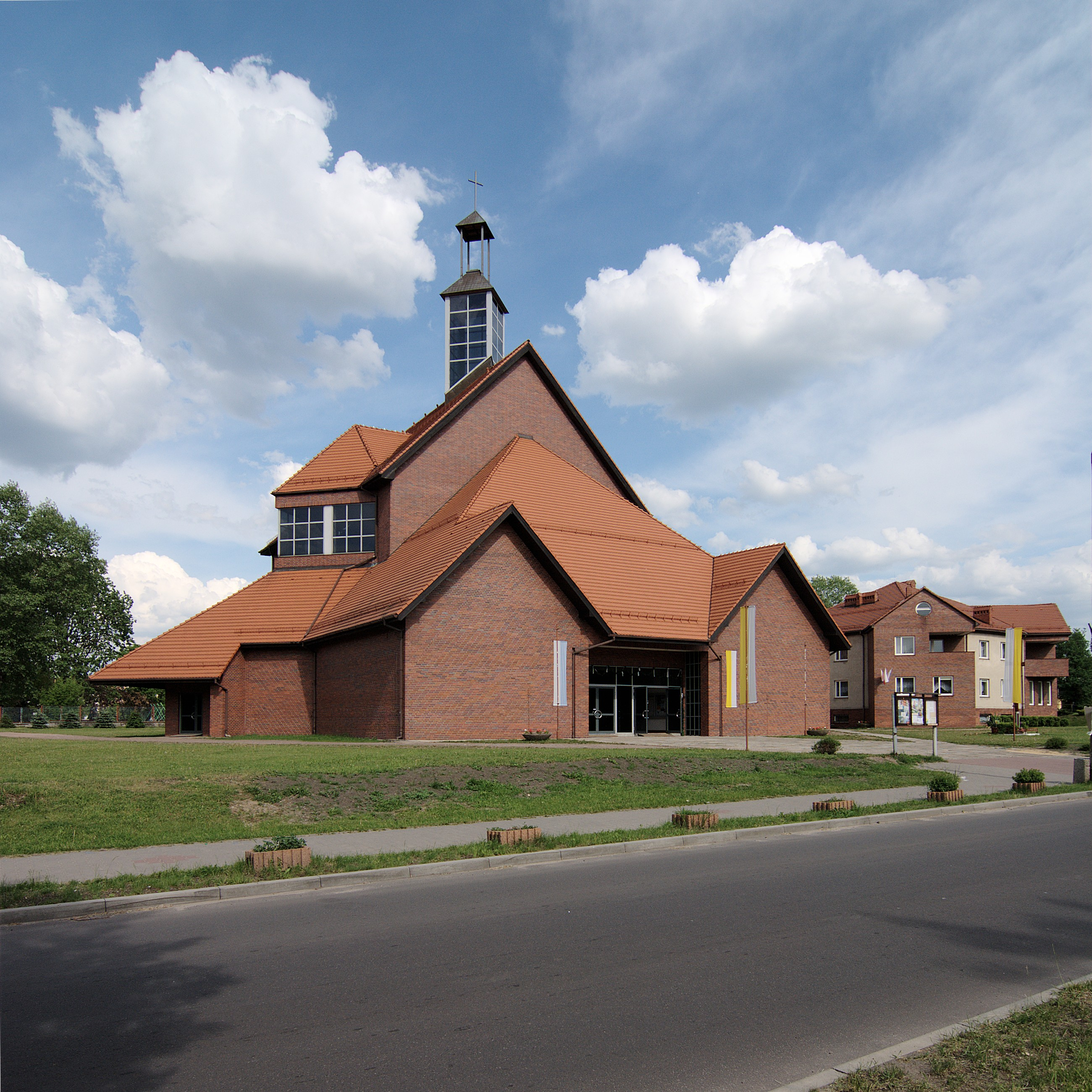
Kościół św. Jacka w Sośnicy (2012)

Sośnica dawniej była wsią usytuowaną między Zabrzem i Gliwicami. Założył ją biskup wrocławski Tomasz I po uzyskaniu w 1260 roku zgody księcia opolsko-raciborskiego Władysława na kolonizację Biskupic i okolicy.
Ludność zajmowała się hodowlą bydła i rolnictwem. Uprawiano głównie chmiel potrzebny do produkcji piwa. Dopiero na przełomie XVIII i XIX wieku rozwijający się na Śląsku przemysł spowodował, że ludność powoli zamieniała swoje rolnicze zajęcia na pracę w pobliskich hutach i kopalniach oraz na kolei, gdyż od 1846 roku przez Sośnicę przebiegała linia kolejowa łącząca Mysłowice z Berlinem.
Od roku 1873 Sośnica stała się samodzielną gminą podległą powiatowi zabrskiemu. Od tej pory nastąpił jej gwałtowny rozwój. Rozbudowano drogi, wybudowano bloki mieszkalne, kościół, przeprowadzono elektryfikację, powołano ochotniczą straż pożarną. W 1888 roku uruchomiono linię kolejową Gliwice – Orzesze. 17 października 1917 roku wydobyto pierwsze tony węgla z nieistniejących już dzisiaj szybów kopalni „Sosnitza” tzw. Pole "Wschód". Znacznie wzrosła liczba ludności napływającej do pracy i osiedlającej się w Sośnicy. W 1911 roku wybudowano kościół pw. Najświętszej Marii Panny Wspomożenia Wiernych.
Po podziale Górnego Śląska w wyniku plebiscytu w 1921 roku gmina Sośnica pozostała na terenach niemieckich. Rząd pruski zarządził regulację granic komunalnych i dlatego sąsiadujące ze sobą miasta Zabrze i Gliwice były zainteresowane włączeniem Sośnicy w swoje granice. Ostatecznie Sejm Górnośląski zdecydował, że od 1 stycznia 1927 roku gmina Sośnica licząca 6493 mieszkańców stanie się piątą dzielnicą Gliwic. W latach międzywojennych Sośnica przekształciła się w typową górnośląską dzielnicę robotniczą. W 1926 roku otwarto Zasadniczą Szkołę Górniczą. W latach 30. Sośnica posiadała własny dworzec kolejowy, bibliotekę i pocztę. W 1943 roku uruchomiono kopalnię „Oehrigen” tzw. pole "Zachód", łącząc Pole „Wschód” (Sośnica) z nowo powstałym Polem „Zachód” na terenie Ligoty Zabrskiej. W 1955 roku w kopalni "Sośnica" doszło do największej katastrofy górniczej, w jej dotychczasowej historii, w podziemnym pożarze zginęło 55 górników. W latach 80. XX wieku uruchomiono kolejne szyby tzw. pole "Bojków", równocześnie rozpoczęło się stopniowe wyłączanie pola "Wschód", które ostatecznie zniknęło w latach 90. XX wieku. Dzisiaj w tym miejscu na pamiątkę stoi kapliczka Św. Barbary.

## Wspólnoty wyznaniowe

### Katolicyzm
Kościoły rzymskokatolickie:
- Kościół św. Jacka
- Kościół NMP Wspomożenia Wiernych

Od 2003 roku Sośnica ma drugi kościół – św. Jacka, o który zabiegał od 1980 roku już nieżyjący proboszcz parafii NMP Wspomożenia Wiernych ks. Brunon Ploch.

### Świadkowie Jehowy
Zbory Świadków Jehowy:
- Gliwice - Sośnica Północ
- Gliwice - Sośnica Południe

Od 2017 roku zbór Sośnica Północ spotyka się na Sali Królestwa przy ul. Wiertniczej 9.

## Edukacja
Szkoły podstawowe:
- Szkoła Podstawowa nr 14 im. Stefana Żeromskiego
- Szkoła Podstawowa nr 15 (a obecnie biurowiec poświęcony m.in. badaniom laboratoryjnym)
- Szkoła Podstawowa nr 21 im. Henryka Sienkiewicza

Gimnazja:
- Gimnazjum Numer 6 w ZSO-14 im. Janusza Korczaka - obecnie placówka łączy szkołę podstawową z liceum ogólnokształcącym nr 10

Licea ogólnokształcące:
- Liceum Ogólnokształcące nr 10 (razem z Gimnazjum nr 6 tworzy ZSO nr 14)
- Liceum Ogólnokształcące Prawno-Filozoficzne
- Niepubliczne Liceum Ogólnokształcące Szkoła Mistrzostwa Sportowego

Szkoły zawodowe i techniczne:
- Zespół Szkół Ekonomiczno–Technicznych

## Sport
Z Sośnicy wywodzi się wielu znanych piłkarzy, m.in. Włodzimierz Lubański (wielokrotny reprezentant Polski, piłkarz m.in. Górnika Zabrze), Lukas Podolski (reprezentant Niemiec), Jacek Wiśniewski (obrońca Rozwoju Katowice, były zawodnik klubów Górnik Zabrze i Cracovia), Patryk Rachwał (były kapitan reprezentacji olimpijskiej i gracz m.in. Górnika Zabrze, Widzewa Łódź, obecnie Zagłębie Lubin), Joachim Marx (były król strzelców polskiej ekstraklasy i mistrz olimpijski 1972, zawodnik Gwardii Warszawa, Ruchu Chorzów, RC Lens), Michał Wróbel (były gracz Górnika Zabrze i Wisły Kraków, obecnie Olimpia Grudziądz), Stefan Florenski (były zawodnik Górnika Zabrze).

## Węzeł autostradowy
Od nazwy dzielnicy pochodzi nazwa węzła autostradowego Gliwice Sośnica łączącego autostradę A1 z autostradą A4 i drogą krajową 44, a także z planowaną wewnętrzną obwodnicą Gliwic. Jest to jeden z największych węzłów drogowych w Polsce. Węzeł leży jednak na terenie dzielnicy Ligota Zabrska.

## Galeria

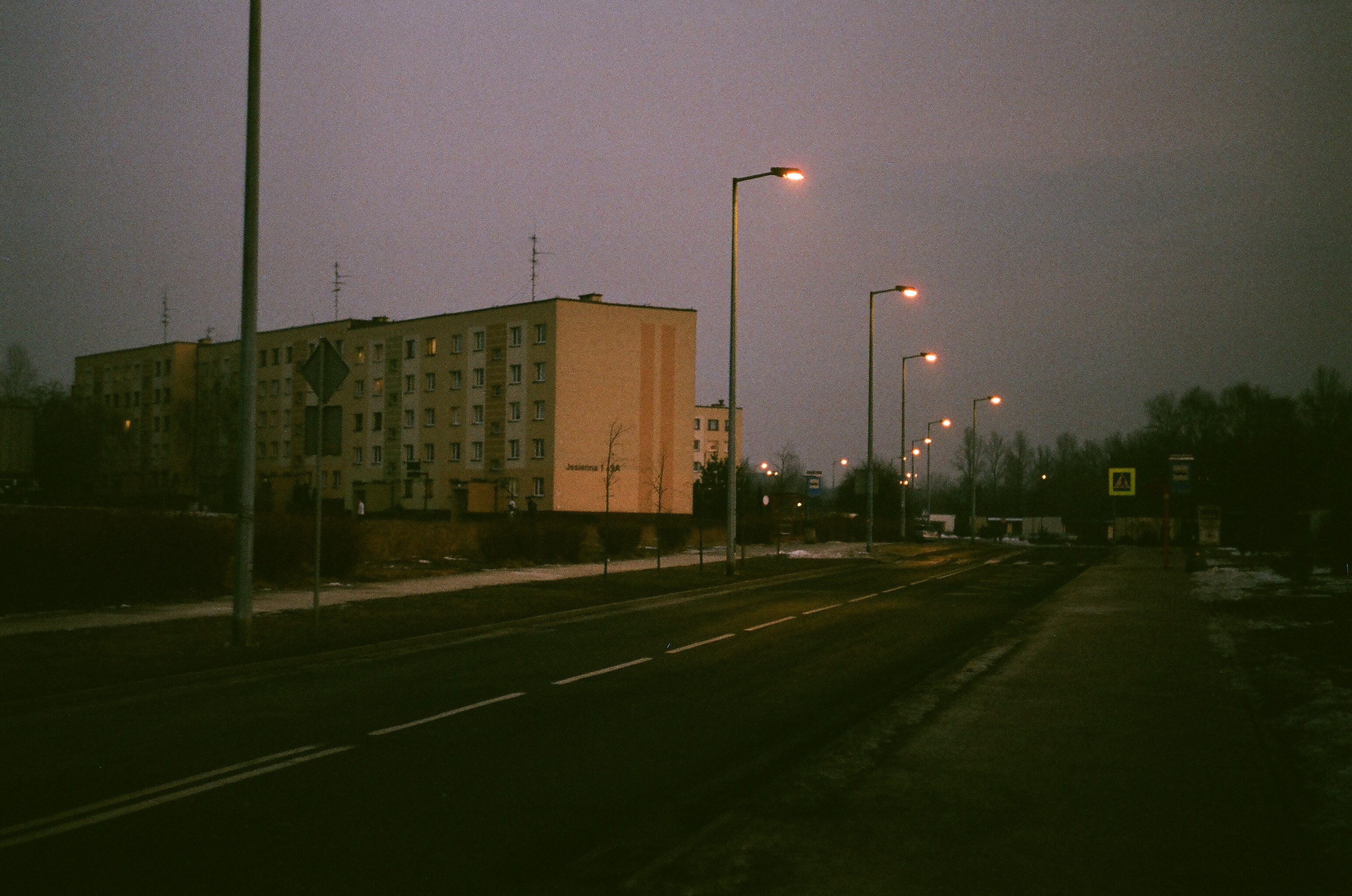
Bloki przy ulicy Jesiennej
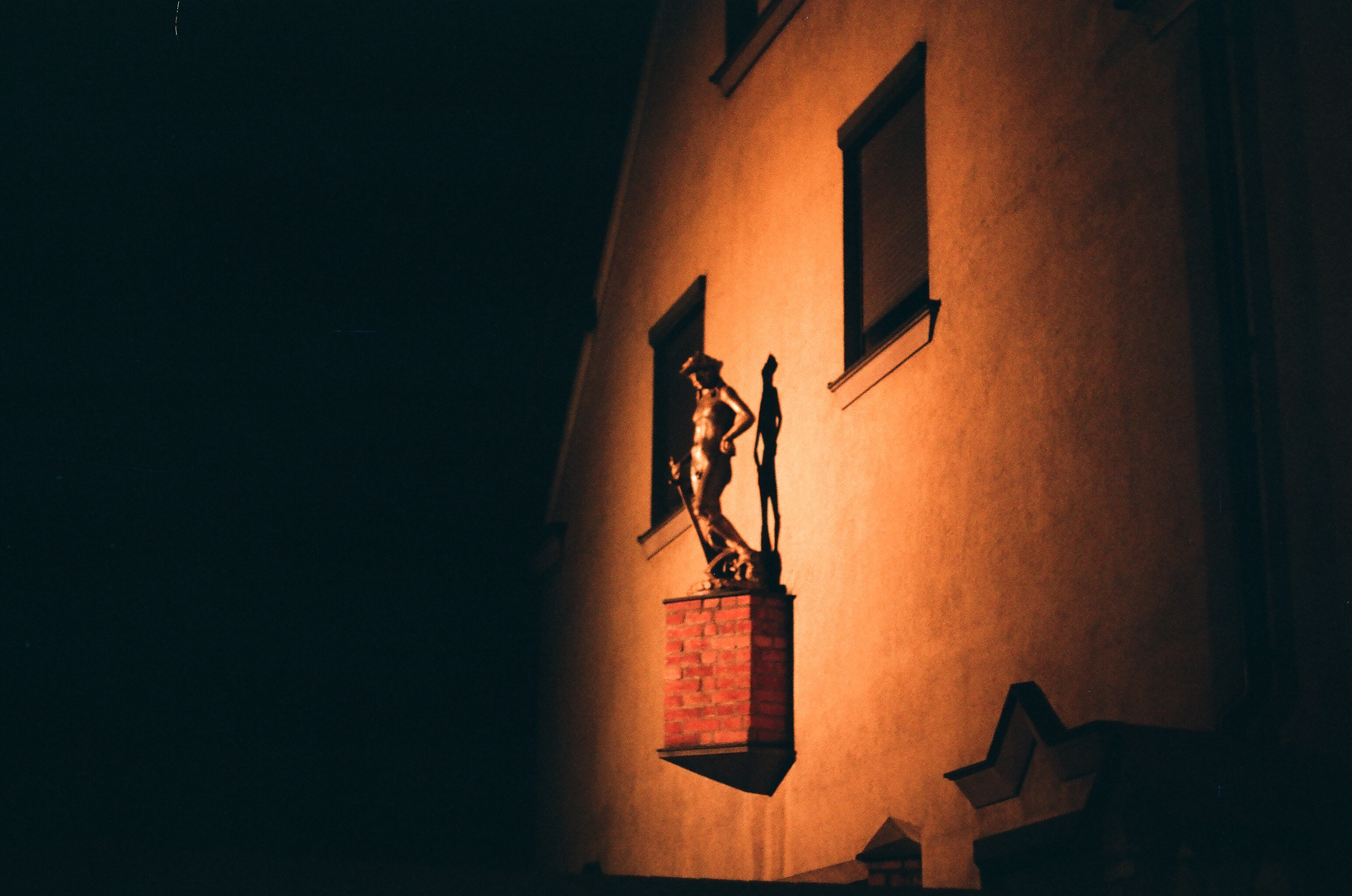
Rzeźba na jednym z sośnickich domów
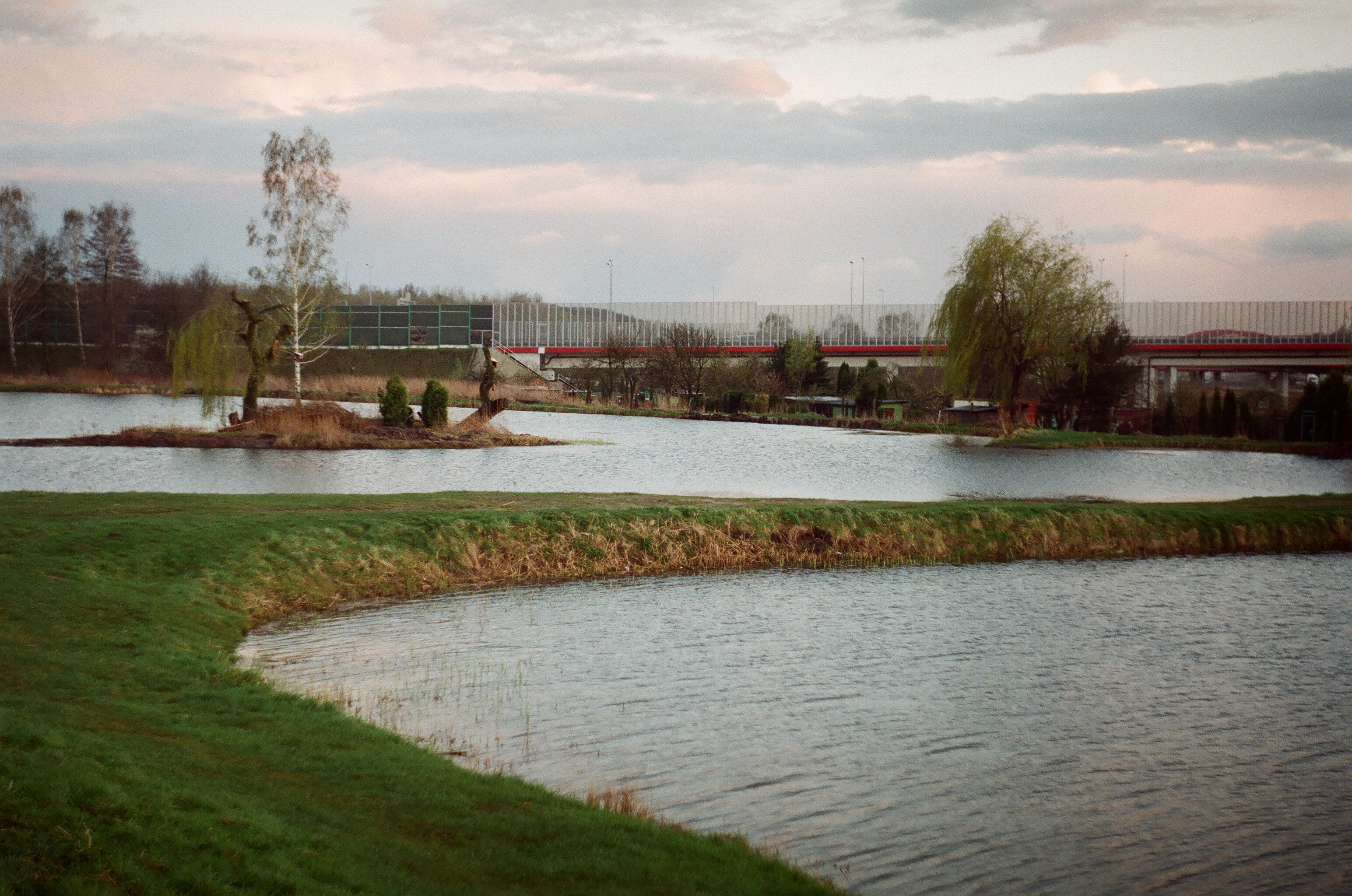
Zalew Szachta
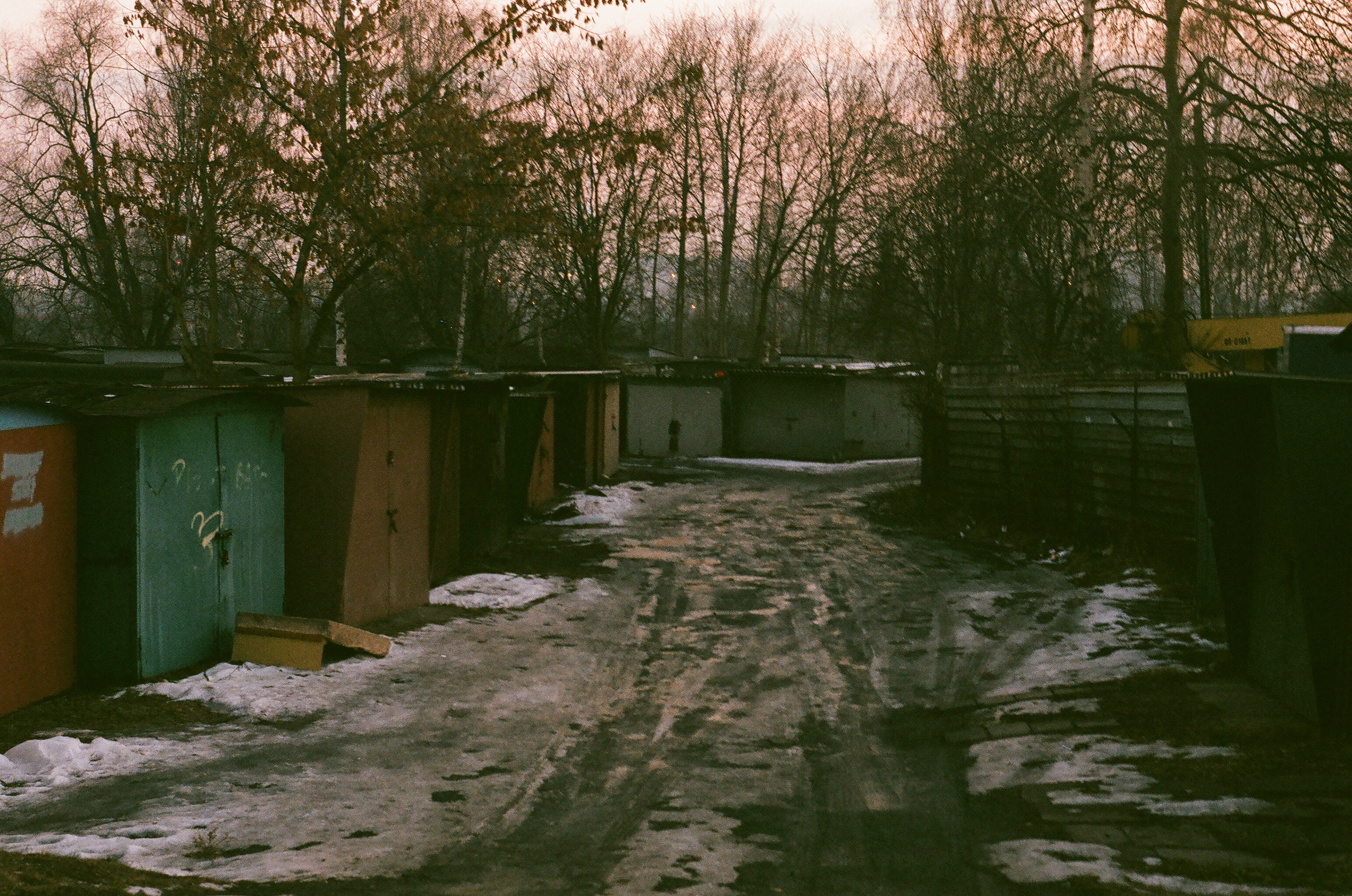
Garaże
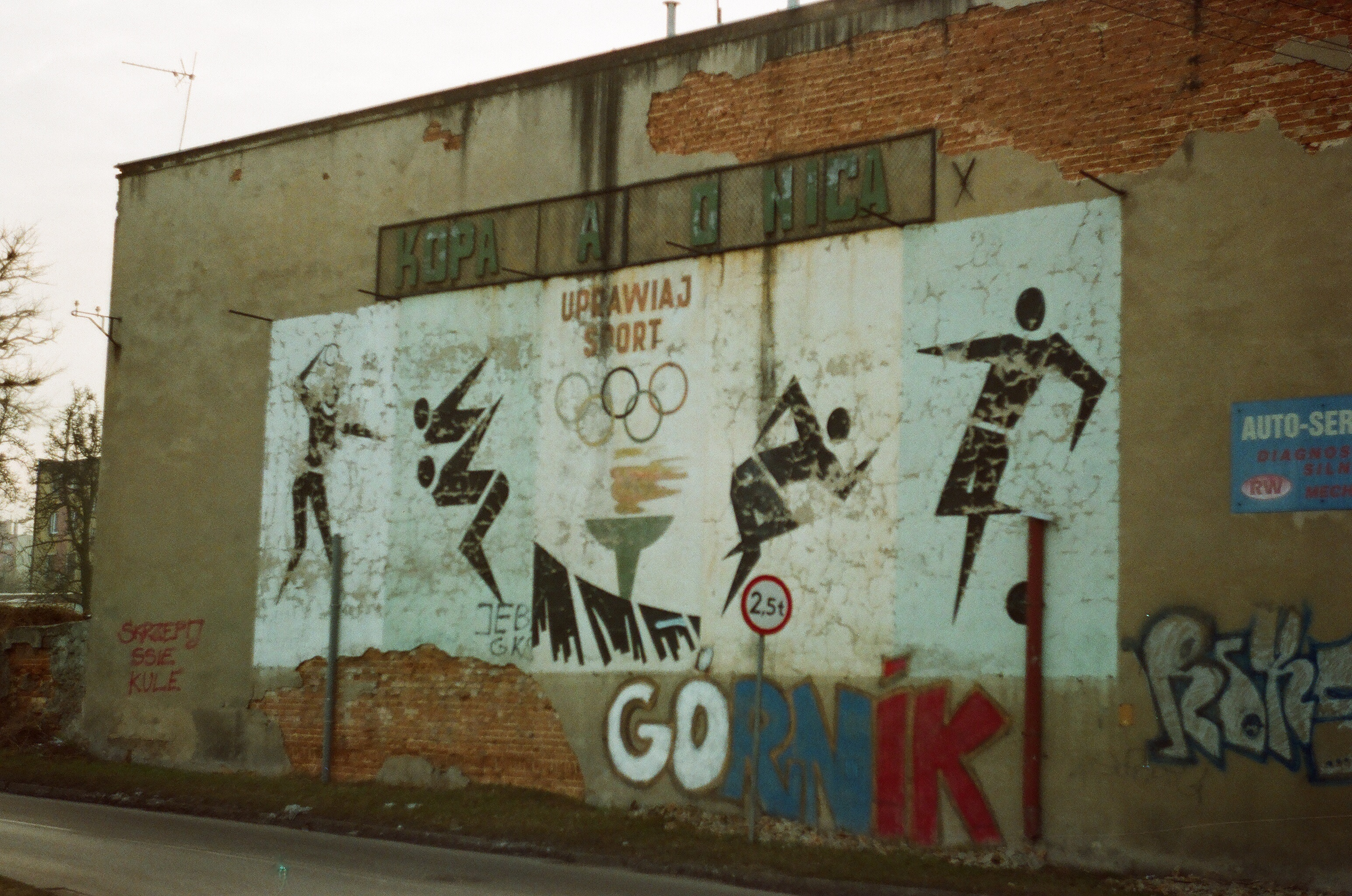
Mural z epoki PRL promujący sport
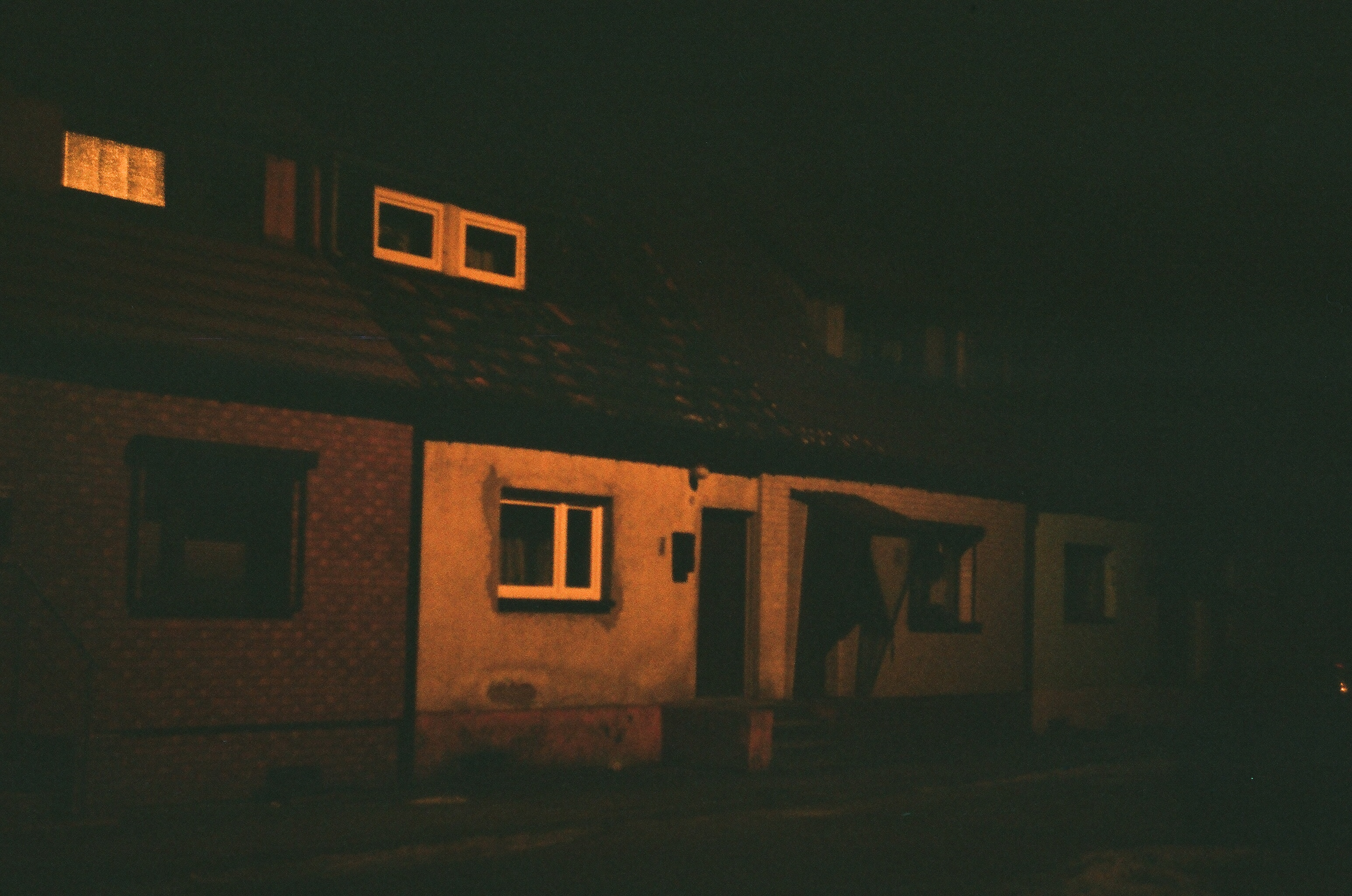
Szeregowy dom
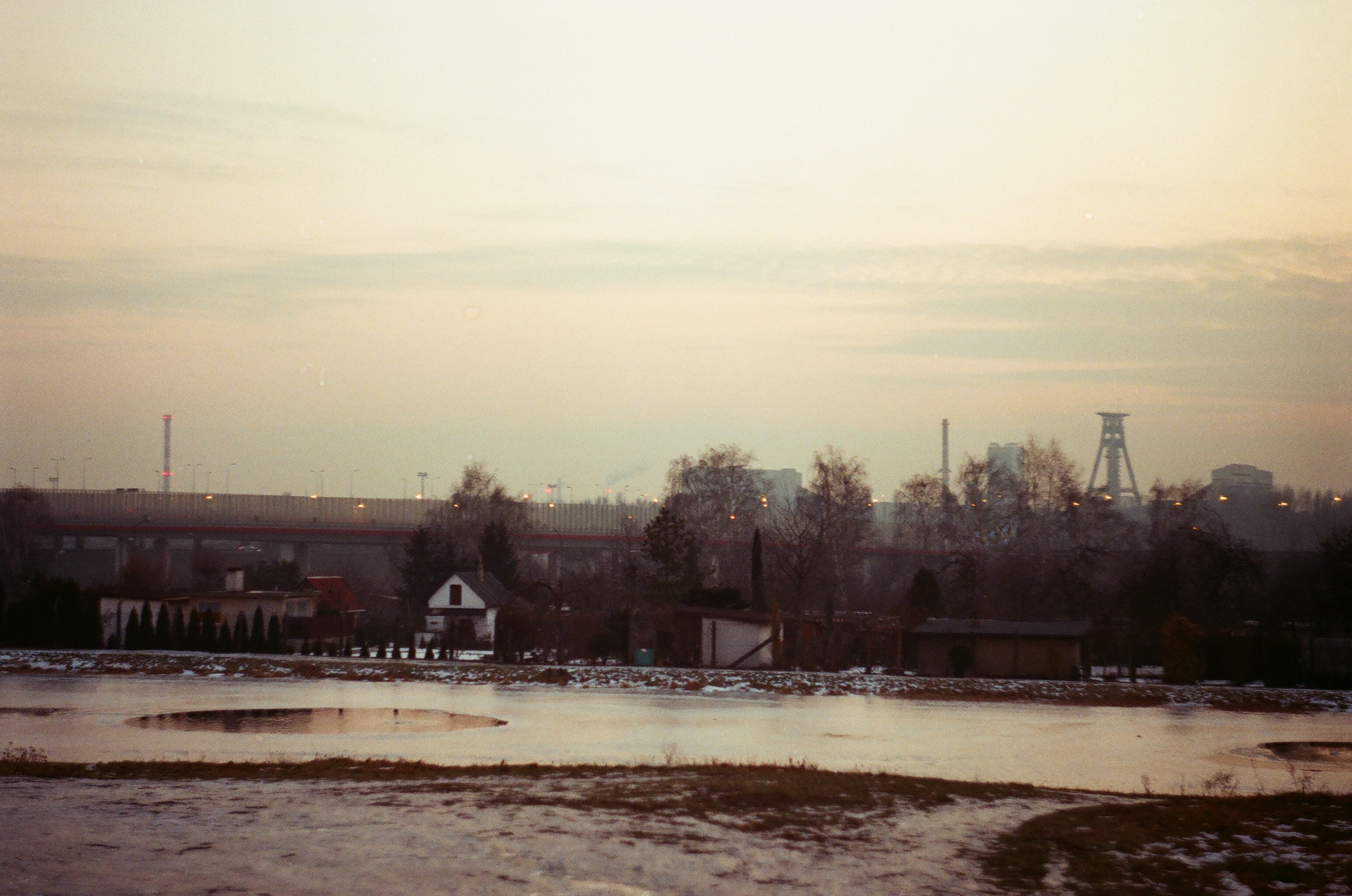
Widok na KWK Sośnica z ulicy Jesiennej
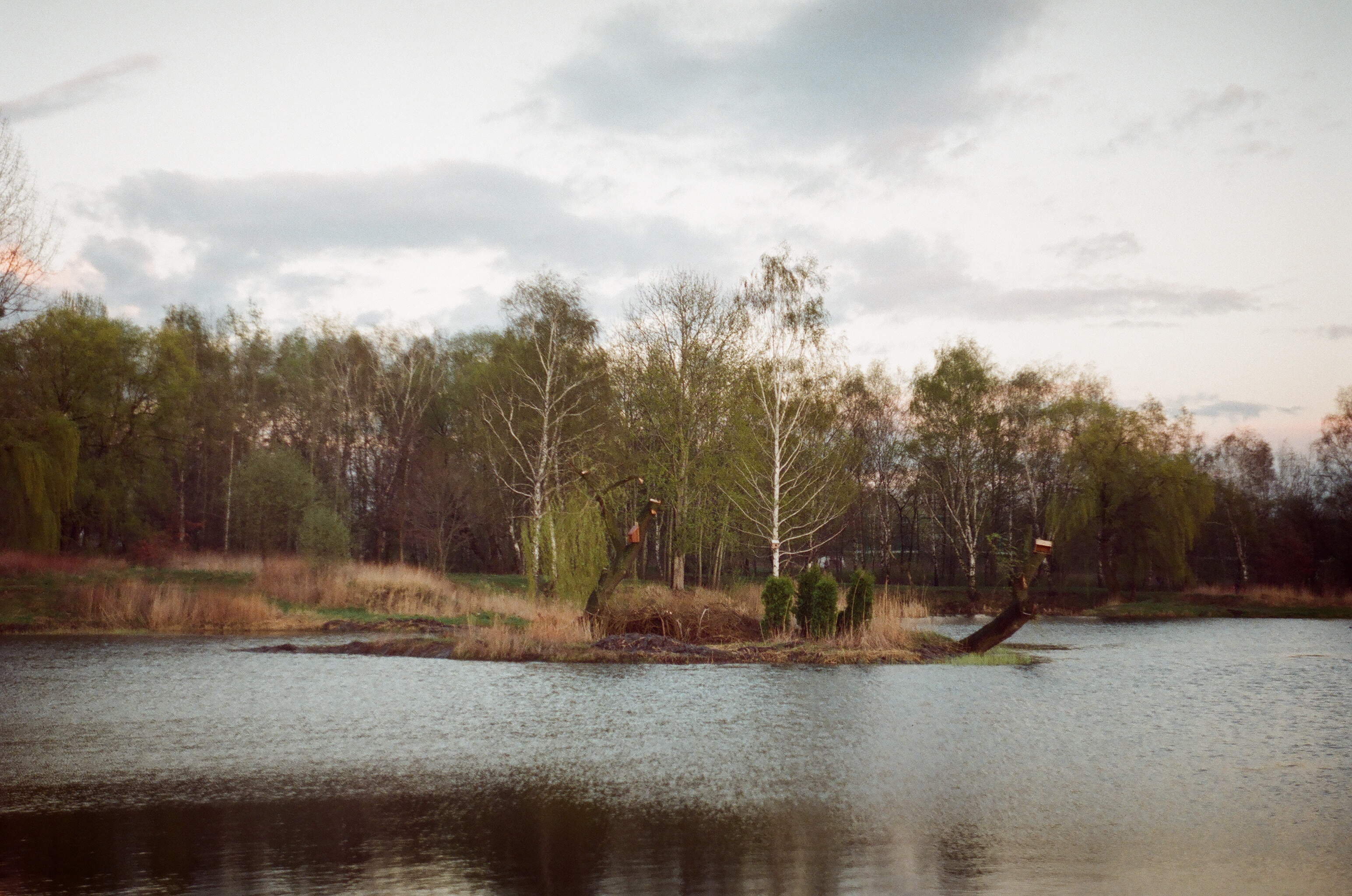
Zalew Szachta